# Duello a Forte Smith
Duello a Fort Smith (The Fiend Who Walked the West) è un film del 1958 diretto da Gordon Douglas.
La pellicola è una versione in chiave western del noir Il bacio della morte (Kiss of Death, 1947) di Henry Hathaway.